# Aforismos de Zürau
Los aforismos de Zürau (en alemán: Die Zürauer Aphorismen) son 109 aforismos de Franz Kafka, escritos entre el 9 de octubre de 1917 y el 26 de febrero de 1918. Fueron seleccionados entre sus escritos redactados en Zürau, en Bohemia occidental (ahora Siřem en la comunidad de Blšany) donde, sufriendo de tuberculosis, se quedó con su hermana Ottla. Su amigo Max Brod tituló el libro Betrachtungen über Sünde, Hoffnung, Leid und den wahren Weg (Reflexiones sobre el pecado, la esperanza, el sufrimiento y el verdadero camino), fue publicados en 1931 por Kiepenheuer & Witsch.

## Antecedentes
Durante la noche del 12 al 13 de agosto de 1917, Kafka tuvo su primera hemorragia bucal grave. Eran las cuatro de la mañana: despertó preguntándose por la extraña cantidad de saliva en su boca, la escupió; y cuando decidió encender la luz, vio la gran mancha de sangre en su pañuelo. Pensó que esto continuaría toda la noche y que lentamente perdería toda su sangre. [...] El flujo de sangre al fin se detuvo, casi de repente, e inmediatamente, viendo que se había pronunciado la sentencia definitiva, y que era inútil discutirla, Kafka se durmió como nunca había dormido en los últimos tres años. Tiempo después, en una carta a sus amigos, dijo que la enfermedad no lo sorprendió.
Después de que le diagnosticaran tuberculosis el 4 de septiembre de 1917, Kafka, para recuperarse, se mudó durante ocho meses (originariamnete había planeado de ocho a diez días) al pueblo bohemio de Zürau, donde su hermana Ottla estaba trabajando en la granja de su cuñado Karl Hermann. Le escribió previamente una carta donde comentó que había "indudablemente justicia" en lo sucedido:  "es un golpe justo, que no lo siento como tal, por cierto, pero como algo, comparado con la media de los últimos años, bastante dulce [...]" Kafka, "Finalmente [,,,], tan obsesivamente enredado en un sistema de culpa y autojustificación, tenía derecho a sentarse y entregar su propia condición médica como un trofeo."  Se sintió muy cómodo allí y describió la estadía allí como quizás la mejor época de su vida, probablemente porque no tenía responsabilidades laborales, para con sus padres o con mujeres [...] Experimentó esos meses como la posibilidad de un nuevo comienzo.
Kafka había decidido no trabajar en Zürau en obras literarias, escribió, sin embargo, diarios y cuadernos en octavo. De las notas de estos escritos, extrajo 109 fragmentos de texto numerados en papeletas sin un orden determinado.

## Temas
Los aforismos son reflexiones sobre temas metafísicos, que tratan sobre el bien y el mal, la verdad y la falsedad, la alienación y la redención, la muerte y el paraíso.  Son los únicos textos de Kafka que tratan directamente cuestiones teológicas. Las reflexiones filosóficas se inspiran, según algunos críticos, en el mundo de las ideas de Schopenhauer, a saber, Die Welt als Wille und Vorstellung (El mundo como voluntad y representación), así como en las interpretaciones de Kierkegaard sobre la caída del hombre.
Los aforismos no están relacionados entre sí, algunos tienen un carácter narrativo, otros presentan imágenes o parábolas. "Los aforismos de Kafka no presentan un sistema de pensamiento unificado; son mejor descritos como una colección de reflexiones éticas y ontológicas, así como contemplaciones sobre la teología del pecado. Lo que los junta y los une en un todo es quizás el hecho de que todos buscan expresar la naturaleza inherente pero fundamentalmente contradictoria de la existencia humana." 
Peter Becker, el crítico literario del Tagesspiegel describe el tema de los aforismos como: "Muchas de estas notas no son solo sobre lo paradójico o lo absurdo. Más bien, como poeta, filósofo diletante de gran inteligencia y teólogo secular, Kafka reflexiona repetidamente sobre la relatividad del tiempo y el espacio, sobre la moralidad y la libertad moral (aquí a menudo: el bien y el mal), refleja en acertijos verbales la incompatibilidad dialéctica o categórica de lo sensorial físico y del mundo espiritual imaginativo." 
Werner Hoffmann señala que “basándose en los aforismos [...] [se ha visto a Kafka como] un creyente judío, un gnóstico, un maniqueo y un ateo: los aforismos han sido ampliamente utilizados sólo para confirmar determinados juicios o prejuicios sobre Kafka, pues se citaba una u otra de las sentencias que parecía confirmar la opinión preconcebida.” 

## Análisis

### Primer aforismo
"Der wahre Weg geht über ein Seil, das nicht in der Höhe gespannt ist, sondern knapp über dem Boden. Es scheint mehr bestimmt stolpern zu machen, als begangen zu werden." [El camino verdadero transcurre sobre una soga que no ha sido tendida en las alturas, sino apenas a escasa distancia del suelo. Parece haber sido dispuesta para tropezar antes que para pasar sobre ella.]
Reiner Stach considera que el motivo de la soga se encuentra, posiblemente, en una historia jasídica:
„Caminando por la cuerda tirante: Una vez los jasidim estaban juntos en perfecta hermandad cuando se les unió el rabí, pipa en mano. Como lo vieron tan amistoso, le preguntaron: 'Díganos, querido rabí, ¿cómo debemos servir a Dios?' El rabí se mostró sorprendido ante la pregunta y contestó: '¡Cómo puedo saberlo!' Pero después siguió hablando y les contó esta historia: Había una vez dos amigos que fueron acusados ante el rey por un crimen. Puesto que el rey los amaba, quiso mostrarse misericordioso con ellos. No podía absolverlos porque incluso la palabra de un monarca no puede prevalecer sobre la ley. De modo que dio este veredicto: Se tendería una cuerda por sobre un profundo abismo, y los dos amigos caminarían por ella, uno a continuación del otro; al que cruzara de lado a lado se le perdonaría la vida. Se hizo lo que el rey había ordenado, y el primero de los amigos cruzó sin inconvenientes. El otro, que aún no se había movido de su sitio, le gritó: 'Dime, amigo mío, ¿cómo hiciste para cruzar este terrible abismo?' El primero le respondió: 'No sé nada más que esto: cada vez que me sentía caer hacia un lado, me inclinaba hacia el otro.' " 
Otros aforismos donde se emplea el camino como metáfora son:
21. Con la misma firmeza con que la mano sostiene la piedra. Pero la mano la sostiene con tanta firmeza para lanzarla más lejos. No obstante, el camino conduce también por esa distancia
26. Los escondites son incontables, la salvación es una; pero posibilidades de salvación hay tantas como escondites.
38. Alguien se asombró de la ligereza con que tomó el camino de la eternidad; realmente descendió por él descansando.
39b. El camino es infinito, no se puede acortar nada, no se le puede añadir nada y, sin embargo, cada uno sostiene su inocente vara de medir. «Ten por cierto que también tendrás que pasar el camino señalado por la longitud de la vara, no se olvidará.»
En el cuento El puente se emplea la imagen de la persona extendida sobre el abismo:
"Yo era rígido y frío, yo estaba tendido sobre un precipicio; yo era un puente. En un extremo estaban las puntas de los pies; al otro, las manos, aferradas en el cieno quebradizo clavé los dientes, afirmándome. Los faldones de mi chaqueta flameaban a mis costados.
En la profundidad rumoreaba el helado arroyo de las truchas. Ningún turista se animaba hasta esas alturas intransitables, el puente no figuraba aún en ningún mapa. Así yo yacía y esperaba; debía esperar. Todo puente que se haya construido alguna vez, puede dejar de ser puente sin derrumbarse. [,,,]
Se han trazado paralelos entre el primer aforismo y un famoso pasaje de Así habló Zaratustra de Nietzsche: "El hombre es una cuerda anudada entre el animal y el superhombre, una cuerda sobre un abismo. / Un peligroso cruce, un peligroso camino, un peligroso mirar hacia atrás, un peligroso estremecerse y quedarse quieto. / Lo grande del hombre es que es un puente y no un fin: lo que se puede amar del hombre es que es un tránsito y un descenso." 
Frank Pilipp considera que tanto Nietzsche como Kafka utilizan la cuerda como un símbolo de transición.
Nobert W. Schinkert piensa que el puente (o la cuerda) puede ser interpretado como "algo así como un punto vivo de quiebre, un ego que, en su declive, en una ruptura, llega a una nueva forma de existir superándose a sí mismo y así se convierte en un superhombre, estrictamente en el sentido en que Nietzsche entendía este término." 
Peter Sloterdijk ve las similitudes entre Nietzsche y Kafka no en la analogía, sino en la contraposición: "si uno lo entiende [el texto de Kafka] como una continuación de la escena abierta por Nietzsche - continuando, aunque en una dirección que se desvía decisivamente de las intenciones heroicas y ascendentes de Nietzsche. Aunque el "camino verdadero" todavía está ligado a la cuerda, se desplaza desde lo alto hasta cerca del suelo. Sirve menos como un dispositivo en el que los acróbatas demuestran su paso seguro que como una piedra de tropiezo. Esto parece decir que la tarea de encontrar el verdadero camino ya es lo suficientemente difícil como para que la gente no tenga que escalar muy alto para vivir peligrosamente. La cuerda ya no está destinada a probar su capacidad para mantener el equilibrio en las bases más estrechas, sino a demostrarle que si tiene demasiada confianza, se caerá simplemente caminando derecho." 

## Recepción
Pietro Citati, un biógrafo italiano de Kafka, describió su situación: "En Zürau, en los pensamientos que difundió en los "cuadernos de octavo" y en las cartas, se enfrentó con denuedo a su pasado. Había fallado en todo. Tanto en la ciudad como en la familia, en su profesión, en la sociedad, en la amistad, en el noviazgo y en la literatura, no se había "desempeñado bien" [...] No había hecho más que hacer preguntas: preguntas de todo tipo; Preguntas que siempre eran más inquietantes, elevadas y arduas, y nunca había recibido respuesta. Ahora no entendía cómo podía haberse engañado a sí mismo de que realmente había hecho preguntas."  Citati considera que Los aforismos de Zürau esconden los cimientos del pensamiento de Kafka.
Peter-André Alt señala en su biografía de Kafka: "De nuevo, se hace visible la dimensión negativa del término de la vida de Kafka, que queda sustentada en la visión de que el individuo debe caer inevitablemente en el autoengaño, la mentira y el engaño, cuando pretende mejorar su situación terrenal".
Reiner Stach comenta: "Mucho sigue siendo fragmentario: una y otra vez, oraciones dispersas que se pierden en la nada, entre ellas formulaciones que estallan como aforismos, imaginativas y convincentes, una vez más interrumpidas por movimientos de búsqueda, difusas y rompiendo sin mediación, que Kafka separa rígidamente con barras oblicuas.
En una revisión de una edición de facsímiles de los Aforismos de Zürau de 2012, Friedmann Apel ve una redacción similar a la novela posterior El castillo, que a menudo parece dirigirse al padre de Kafka. Cita el primer aforismo en el libro publicado por de Brod y señala, que justo después de evocar a un artista en su camino hacia la verdad, lleno de peligros, Kafka recurre a la pequeña escala, incluso al humor. Apel ve aquí y en otros aforismos deconstrucciones refinadas de certezas ("raffinierte Dekonstruktionen von Gewissheiten").
Adorno opinó que "No se requiere que el artista comprenda su propio trabajo, y uno tiene razones particulares para dudar de que Kafka fuera capaz de hacerlo. En cualquier caso, sus aforismos apenas se acercan a las obras y episodios más enigmáticos, como Las preocupaciones de un padre de familia o el El jinete del cubo."  Considera que "La prosa de Kafka [...] emula la alegoría más que el símbolo. Benjamín la definió correctamente como una parábola. No se maniifiesta a través de la expresión sino a través de su rechazo, a través de la ruptura. Es una parábola a la que le robaron la llave [...] Entre las premisas de Kafka, no es la más mínima, que la relación contemplativa entre el texto y lector de la razón esté perturbada. Sus textos están diseñados para que no haya una distancia constante entre ellos y su víctima." 
En contraposición con los análisis citados, Werner Hoffmann, siguiendo una sugerencia de Max Brod, interpreta los aforismos de Zürau como un intento meditativo de su autor por enfrentarse a "las últimas cosas". Según Hoffmann, Kafka desarrolla una creencia religiosa, respaldada por su lectura de Kierkegaard y la literatura jasídica, en la esencia "indestructible" y eterna del ser humano. Kafka abandona sus actitudes escépticas hacia las cuestiones religiosas, y a partir de ese momento su vida y su literatura están moldeadas por su fe mística en la esencia divina del hombre. Walter Benjamin opinó en una carta a Gershom Scholem: "“En ocasiones se ha querido definir la sabiduría como el lado épico de la verdad. Con ello, la sabiduría queda caracterizada como un bien tradicional; es la verdad en su consistencia hagádica. [...] en Kafka no se puede hablar de sabiduría. Sólo quedan los restos de su descomposición.” Richard Gray critica la tesitura de Hoffmann considerarando que "El enfoque de Hoffmann delata una ingenuidad hermenéutica, adhiriéndose estrictamente a un dogmatismo monológico que afrenta donde debe confrontar y envuelve donde debe abrazar."  Gray se resiste a interpretar los aforismos y señala: "Los aforismos de Kafka representan sus experimentos en la aplicación de un método discursivo específico, y no la simple formulación de un conjunto estrechamente definible de 'creencias'". Considera también que "Kafka estaba más preocupado por la densidad estilística y la técnica discursiva que por la formulación de declaraciones o ideas conceptuales/filosóficas particulares." 
Hermann Pongs opina, por su parte, que “Las profusas referencias al mal y al diablo en los aforismos de Kafka plantean en cambio la cuestión de en qué medida la desesperación de sí mismo, y el rechazo del mundo, se acerca a las doctrinas de la Gnosis, en su radicalismo y dualismo.” 

## Ediciones
- Franz Kafka. Die Zürauer Aphorismen. ed. Roberto Calasso, Suhrkamp Verlag, 2006, ISBN 978-3-518-22408-3.
- Franz Kafka. Nachgelassene Schriften und Fragmente II. ed. Jost Schillemeit, S. Fischer, Frankfurt am Main 2002, pp. 113–140.
- Roland Reuß: Zürauer Zettel. 106 Zettel auf Einzelblättern, Stroemfeld Verlag, Frankfurt am Main, 2012.
- Reiner Stach. "Du bist die Aufgabe" Aphorismen. Wallstein. Göttingen. 2019.